# Ат-Баш
Ат-Баш (укр. Ат-Баш, крымскотат. At Baş, Ат Баш; от крымскотат. ат — конь, баш — голова) —  асимметричная (пологий северный склон и скальный обрыв на юге) пирамидальная вершина на южной кромке Ай-Петринской яйлы в Крыму. Высота — 1196 метров над уровнем моря.
Гора располагается над Симеизом, в 6 км к западу от Ай-Петри.
У её северных склонов расположен водопой Беш-Текне.